# 李伯春
李伯春（1543年—？），字友卿，號约斋，直隸松江府上海縣人，民籍，明朝政治人物。

## 生平
隆慶四年（1570年）庚午科應天鄉試第一百十名舉人，隆慶五年（1571年）聯捷辛未科會試第二百十二名，二甲第三十九名進士。兵部觀政，授刑部主事，丁憂歸。萬曆七年（1579年）复除本部，十年升员外郎、郎中，歷官濟南府知府，十五年升浙江按察司副使，十八年（1590年）十二月升湖廣右參政，分守荆西。以母老辭官歸。

## 家族
曾祖李觀；祖父李學，壽官；父李得祥，恩例訓導，贈主事。母陳氏。重慶下。弟李仲春、李熙春、李煦春、李叔春。